# Jamie Hampton
Jamie Hampton (ur. 8 stycznia 1990 we Frankfurcie nad Menem) – amerykańska tenisistka.

## Kariera tenisowa
Urodziła się i w początkowych latach życia mieszkała w Niemczech, gdzie stacjonował jej ojciec – amerykański żołnierz. Tenisistka do trzynastego roku życia mieszkała w Enterprise w Alabamie, po czym przeniosła się do Auburn. W trakcie nauki na Auburn High School dwukrotnie zwyciężyła w deblowych zawodach dziewczyn do lat osiemnastu, amerykańskiej organizacji tenisowej (USTA), dzięki czemu dostała dziką kartę do głównego turnieju deblowego w US Open. Status zawodowej tenisistki posiadała od września 2009 roku, a jej debiut w turnieju wielkoszlemowym w grze singlowej miał miejsce w 2010 roku w US Open.
Swój najwyższy singlowy ranking WTA Tour osiągnęła w lipcu 2013 i było to miejsce 24.
Tenisistka zanotowała pięć wygranych turniejów singlowych i pięć deblowych rangi ITF. Osiągnęła także jeden finał zawodów singlowych i jeden finał zawodów deblowych cyklu WTA Tour.
W sezonie 2011 razem z Aną Tatiszwili osiągnęły finał zawodów deblowych w Québecu. W meczu mistrzowskim uległy Raquel Kops-Jones i Abigail Spears 1:6, 6:3, 6–10.
W czerwcu 2013 zanotowała finał gry pojedynczej w turnieju rangi WTA Premier w Eastbourne. W ostatnim spotkaniu Amerykanka przegrała 2:6, 1:6 z Jeleną Wiesniną.
W 2014 dotarła do półfinału w Auckland, w którym miała zmierzyć się z Venus Williams, jednak na skutek kontuzji oddała mecz walkowerem. W ciągu następnych osiemnastu miesięcy przeszła sześć operacji.
W 2020 roku poinformowała o zakończeniu kariery zawodowej.

## Finały turniejów WTA
| Legenda                     | Legenda |
| --------------------------- | ------- |
| Wielki Szlem                |         |
| Igrzyska olimpijskie        |         |
| WTA Tour Championships      |         |
| 2009 – 2020                 |         |
| WTA Premier Mandatory       |         |
| WTA Premier 5               |         |
| WTA Premier                 |         |
| WTA International Series    |         |
| WTA 125K series (2012–2020) |         |

### Gra pojedyncza 1 (0–1)
| Końcowy wynik | Nr | Data            | Turniej    | Nawierzchnia | Przeciwniczka   | Wynik finału |
| ------------- | -- | --------------- | ---------- | ------------ | --------------- | ------------ |
| Finalistka    | 1. | 22 czerwca 2013 | Eastbourne | Trawiasta    | Jelena Wiesnina | 2:6, 1:6     |

### Gra podwójna 1 (0–1)
| Końcowy wynik | Nr | Data             | Turniej | Nawierzchnia    | Partnerka      | Przeciwniczki                    | Wynik finału   |
| ------------- | -- | ---------------- | ------- | --------------- | -------------- | -------------------------------- | -------------- |
| Finalistka    | 1. | 18 września 2011 | Québec  | Dywanowa (hala) | Ana Tatiszwili | Raquel Kops-Jones Abigail Spears | 1:6, 6:3, 6–10 |

## Wygrane turnieje rangi ITF
| turnieje z pulą nagród 100 000 $ |
| turnieje z pulą nagród 75 000 $  |
| turnieje z pulą nagród 50 000 $  |
| turnieje z pulą nagród 25 000 $  |
| turnieje z pulą nagród 15 000 $  |
| turnieje z pulą nagród 10 000 $  |

### Gra pojedyncza
|    | Data       | Turniej   | Kat. | ($)    | Naw.   | Finalistka         | Wynik         |
| 1. | 18/10/2009 | Cleveland | ITF  | 10 000 | ziemna | Kyle McPhillips    | 6:4, 6:1      |
| 2. | 18/04/2010 | Osprey    | ITF  | 25 000 | ziemna | Florencia Molinero | 6:1, 6:3      |
| 3. | 27/06/2010 | Boston    | ITF  | 50 000 | twarda | Madison Brengle    | 6:2, 6:1      |
| 4. | 11/07/2010 | Grapevine | ITF  | 50 000 | twarda | Kurumi Nara        | 6:3, 6:4      |
| 5. | 19/09/2010 | Redding   | ITF  | 25 000 | twarda | Jelena Pandžić     | 3:6, 6:1, 6:4 |